# Бубњарци
Бубњарци су насељено место у саставу општине Жакање у Карловачкој жупанији, Република Хрватска.

## Историја
До територијалне реорганизације у Хрватској налазили су се у саставу старе општине Озаљ.

## Становништво
На попису становништва 2011. године, Бубњарци су имали 210 становника.

## Попис1991.
На попису становништва 1991. године, насељено место Бубњарци је имало 267 становника, следећег националног састава:
| Попис 1991.‍ | Попис 1991.‍ | Попис 1991.‍ | Попис 1991.‍ | Попис 1991.‍ |
| ----------- | ----------- | ----------- | ----------- | ----------- |
|             |             |             |             |             |
| Хрвати      | Хрвати      |             | 252         | 94,38%      |
| Срби        | Срби        |             | 7           | 2,62%       |
| Словенци    | Словенци    |             | 6           | 2,24%       |
| Муслимани   | Муслимани   |             | 1           | 0,37%       |
| Словаци     | Словаци     |             | 1           | 0,37%       |
| укупно: 267 |             |             |             |             |